# 莫拉鱷屬
莫拉鱷屬，又稱莫拉氏鱷屬，為已滅絕的大型凱門鱷，生存於中新世時期的南美洲。牠們的顱骨形狀類似於鴨喙，長而寬扁，也與腔鱷屬的顱骨外型類似，可能同樣具有與現存鵜鶘或鬚鯨那樣的喉囊。
其異名 Carandaisuchus 來自於阿根廷伊圖薩因戈地層組出土化石上枕骨明顯的骨質突起。

## 描述
莫拉鱷體長約9公尺，上下顎兩側各具有40顆小顆的錐狀齒，體型雖大但是細小的牙齒並不適合捕捉大型獵物，主要透過濾食或是在湖或河底獲取食物。莫拉氏鱷的化石發現於祕魯菲茨卡拉爾德區的佩瓦斯層，在當地還有其他巨型鱷魚存在，包括大型的鉤鼻鱷屬以及同樣屬於短吻鱷的普魯斯鱷，這兩種鱷魚的體長均可達到約11（36英尺）以上。中新世時期（托爾頓期，約八百萬年前）濕地鱷形超目的多樣化代表當地的生態位分化十分多樣，甚至很少有種間競爭的情況。

## 物種
莫拉鱷屬的模式種為亞馬遜莫拉鱷（M. amazonensis），命名於1964年，發現於巴西亞馬遜雨林的索利蒙伊斯層。另一個物種，奇異莫拉鱷（M. atopus），命名於1965年，化石發現於哥倫比亞拉文塔化石群的翁達組，最初屬於獨立的屬 Nettosuchus，具有較模式種狹長而窄的顱骨。第三個物種，N. nativus，命名於1985年，發現於委內瑞拉的烏魯馬科組，但被認為是發現於阿根廷伊圖薩因戈地層組阿氏莫拉鱷（M. arendsi）的異名。第四個物種，帕氏莫拉鱷（M. pattersoni），命名於2017年，發現於玻利維亞的Yecua Formation。

### 書目
- Cidade, G.M.; A. Solórzano; A.D. Rincón; D. Riff, and A.S. Hsiou. 2017. A new Mourasuchus (Alligatoroidea, Caimaninae) from the late Miocene of Venezuela, the phylogeny of Caimaninae and considerations on the feeding habits of Mourasuchus. PeerJ 5. 1–37. Accessed 2018-10-09.
- Salas Gismondi, R.; P.O. Antoine; P. Baby; S. Brusset; M. Benammi; N. Espurt; D. de Franceschi; F. Pujos, and J. Tejada and M. Urbina. 2007. Middle Miocene crocodiles from the Fitzcarrald Arch, Amazonian Peru In: Díaz-Martínez, E. and Rábano, I. (eds.), 4th European Meeting on the Palaeontology and Stratigraphy of Latin America. Cuadernos del Museo Geominero, Instituto Geológico y Minero de España 8. . Accessed 2018-10-09.
- Scheyer, T.M., and M. Delfino. 2016. The late Miocene caimanine fauna (Crocodylia: Alligatoroidea) of the Urumaco Formation, Venezuela. Palaeontologia Electronica 19. 1–57. Accessed 2018-10-09.
- Tineo, D.E.; P. Bona; L.M. Pérez; G.D. Vergani; G. González; D.G. Poiré; Z. Gasparini, and P. Legarreta. 2015. Palaeoenvironmental implications of the giant crocodylian Mourasuchus (Alligatoridae, Caimaninae) in the Yecua Formation (late Miocene) of Bolivia. Alcheringa 39. 1–12. Accessed 2018-10-09.